# Ana Miranda
Ana Maria Nóbrega Miranda (Fortaleza, 19 de agosto de 1951) é uma romancista e atriz brasileira, conhecida pelas obras de romance histórico e da biografia com foco no período do Brasil Colônia.

## Biografia
Nasceu em Fortaleza, Ceará e cresceu no Rio e em Brasília. A partir de 1969 radicou-se no Rio de Janeiro, e em 2001 mudou-se para São Paulo. 
Foi casada com o ator ítalo-brasileiro Arduíno Colassanti entre 1970 e 1972 e também, entre 1995 e 2018, com Emir Sader, professor de sociologia e cientista político. 
Trabalhou em filmes do Cinema Novo brasileiro entre 1971 e 1979, como Como era gostoso o meu francês. Teve a formação literária tutelada pelo escritor Rubem Fonseca, entre 1979 e 1989. 
Dirigiu o Instituto de Artes da Funarte e foi editora chefe da instituição entre 1977 e 1983. Recebeu formação na área de artes plásticas, cursando o Instituto Central de Artes da Universidade de Brasília. É desenhista, ilustrou algumas das capas de seus livros. Foi escritora visitante em universidades como Stanford e Yale, nos Estados Unidos e representou o Brasil perante a União Latina, em Roma. 
Em 2006, Ana Miranda voltou a morar no Ceará, onde segue residindo e trabalhando.

## Carreira
Estreia como escritora com as poesias de Anjos e Demônios (1978) e Celebrações do Outro (1983). O crítico Fernando Py, em matéria no Jornal do Brasil (19 de maio de 1979), escreveu: "Anjos e Demônios é um livro que, a princípio, fala mais à sensibilidade e à emoção; seguimos os versos da autora como se fossem fruto de confessionário, com suas aparentemente ingênuas nudezas de anjos e demônios internos. Essa impressão, no entanto, vai se desfazendo aos poucos; vemos surgir, aqui e ali, uma poesia de maior densidade, especialmente em certos poemas em que a expressão atinge uma invenção feliz [...]" Em O Globo de 11/3/79, Elias Fajardo da Fonseca definiu Miranda como "a moça que libertou anjos e demônios". 
Em 1989 lança Boca do Inferno, na linha do resgate ou reinvenção da história e que tem como tema a cidade da Bahia do século XVII, e como protagonistas o poeta Gregório de Matos e o missionário jesuíta Antônio Vieira. O romance foi traduzido em vários países como Suécia (Wahlström & Widstrand, 1990); Dinamarca (Samleren, 1990); Holanda (Amber, 1990); Argentina (Editorial Sudamericana, 1990); Noruega (Gyldendal Norsk-Forlag, 1990); Itália (Rizzoli, 1991); Estados Unidos (Viking/Penguin, 1991); Espanha (Anagrama, 1991); França (Julliard, 1992); Inglaterra (Harvill/ Harper Collins, 1992); Alemanha (Kiepenheuer & Witsch, 1992, também em edição de bolso), entre outros. Este livro lhe rendeu o Prêmio Jabuti, Revelação, em 1990. Boca do Inferno foi incluído na lista dos cem maiores romances em língua portuguesa do século XX, elaborada por escritores, intelectuais e críticos brasileiros e portugueses, publicada no caderno Prosa & Verso do jornal O Globo em 5 de setembro de 1998.

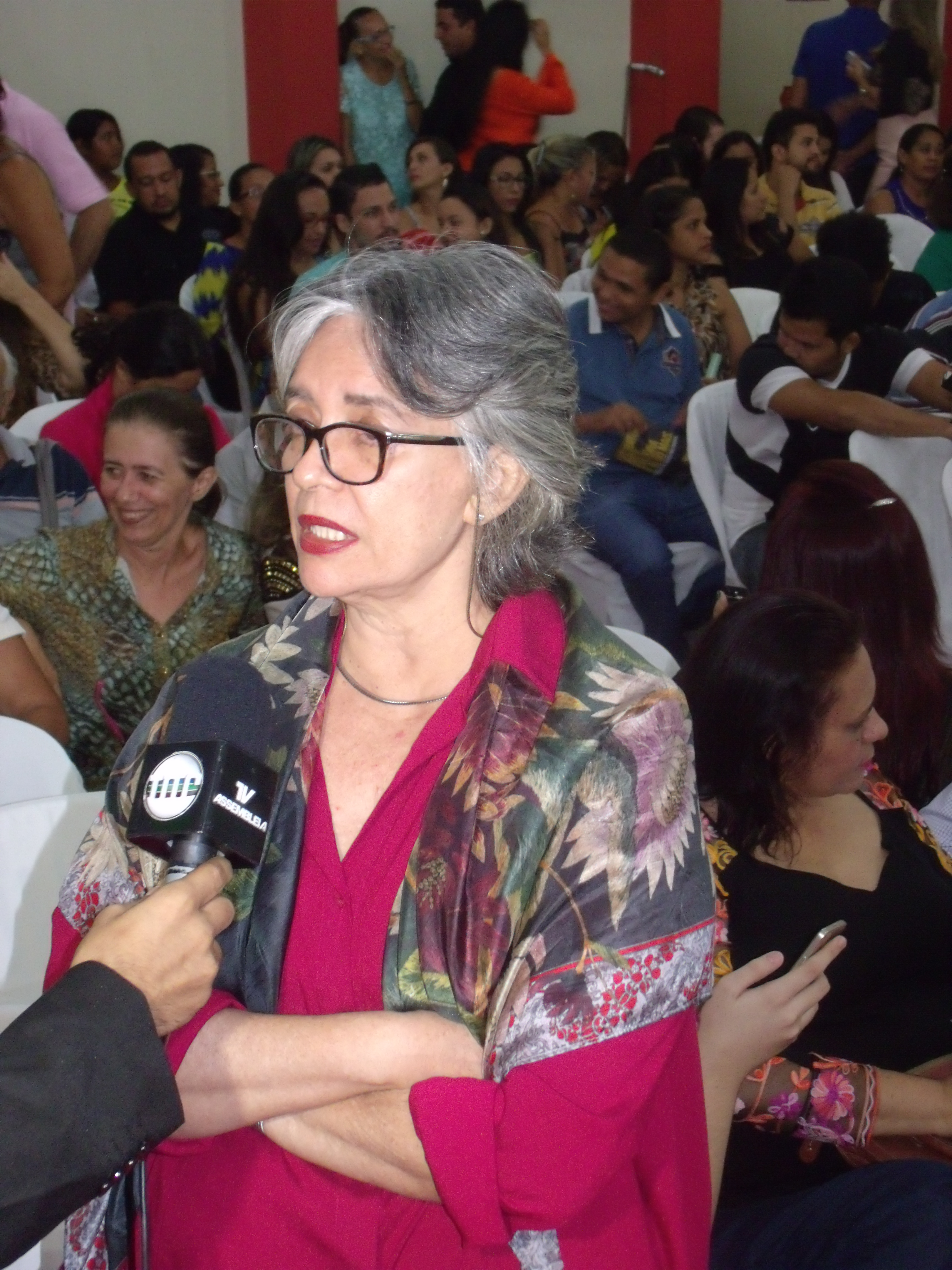
Em entrevista.

Em 1991 a autora publica o romance O retrato do rei, situado no ciclo do ouro em Minas Gerais, e em 1995, A última quimera, que tem o poeta Augusto dos Anjos como tema central. 
Em 1996, lança Desmundo, que trata da história de órfãs que vinham de Portugal para casarem-se com os colonos no Brasil. O romance foi adaptado para o cinema em 2002, com o mesmo título, pelo cineasta Alain Fresnot. 
Ainda em 1996, a autora publica a novela Clarice, com Clarice Lispector como personagem. No ano seguinte o romance Amrik revive a saga de imigrantes árabes recém-chegados em São Paulo, no final do século XIX. 
Em 2002 chega ao público Dias & Dias, romance que tem o poeta Gonçalves Dias como tema. Em 2009, o romance Yuxin, Alma, de tema indígena, acompanhado de CD com músicas indígenas de Marluí Miranda, irmã da escritora. 
2014 marca o lançamento do romance Semíramis, que tematiza o escritor José de Alencar, e do romance histórico biográfico Musa Praguejadora, A Vida de Gregório de Matos, onde retoma o poeta titular, anteriormente retratado em Boca do Inferno, como personagem. Em abordagem semelhante, publica em 2017 o livro Xica da Silva, A Cinderela Negra, sobre Chica da Silva. 
Miranda é considerada uma romancista de linguagem e fabulação. Foi escritora visitante em diversas universidades estrangeiras, como Stanford, Yale e Berkeley, nos Estados Unidos, ou Tor Vergata, na Itália. Realiza palestras em instituições de ensino e centros culturais. Foi colaboradora da revista Caros Amigos, colunista do Correio Braziliense, e escreve no jornal cearense O Povo. 

## Prêmios e reconhecimento
- 1990 - Prêmio Jabuti, Revelação de romance, com Boca do Inferno[4]
- 1994 - Prêmio da Biblioteca Nacional, para A última quimera
- 2003 - Prêmio Jabuti - com o romance Dias & Dias
- 2003 - Prêmio da Academia Brasileira de Letras, Romance, Dias & Dias
- 2009 - Sereia de Ouro, pela obra
- 2010 - Green Prize of the Americas, com Yuxin
- 2014 - Prêmio Bienal do Livro de Brasília (segundo lugar) para O peso da luz
- 2014 - Medalha Rachel de Queiroz, do Instituto Histórico e Geográfico do Ceará
- 2015 - Prêmio da Academia Brasileira de Letras - Ficção, para Musa Praguejadora
- 2016 - Título de Doutor Honoris Causa da Universidade Federal de Fortaleza
- 2016 - Prêmio Jabuti - Biografia para Xica da Silva A Cinderela Negra (segundo lugar)
- 2016 - Medalha José Mindlin do Instituto Histórico e Geográfico do Ceará
- 2017 - Comenda Ordem do Mérito Cultural do Governo Brasileiro, MINC
- 2018 - Título de Doutora Honoris Causa da Universidade Federal do Ceará,[7]

## Obra literária

### Livros publicados
- Anjos e Demônios (poesia), José Olympio Editora/INL, Rio de Janeiro, 1978;
- Celebrações do Outro (poesia), Editora Antares, Rio de Janeiro, 1983;
- Boca do Inferno (romance), Editora Companhia das Letras, São Paulo, 1989;
- O Retrato do Rei (romance), Companhia das Letras, São Paulo, 1991;
- Sem Pecado (romance), Companhia das Letras, São Paulo, 1993;
- A Última Quimera (romance), Companhia das Letras, SP, 1995;
- Clarice (novela), Companhia das Letras, São Paulo, 1996;
- Desmundo (romance), Companhia das Letras, SP, 1996;[8].
- Amrik (romance), Companhia das Letras, SP, 1997;
- Que seja em segredo (antologia poética), Editora Dantes, Rio, 1998;
- Noturnos (contos), Companhia das Letras, São Paulo, 1999;
- Caderno de sonhos (diário), Editora Dantes, Rio, 2000;
- Dias & Dias (romance), Companhia das Letras, SP, 2002;
- Deus-dará (crônicas), Editora Casa Amarela, São Paulo, 2003;
- Prece a uma aldeia perdida (poesia), Editora Record, São Paulo, 2004;
- Flor do cerrado: Brasília (infanto-juvenil), Companhia das Letrinhas, São Paulo, 2004;
- Lig e o gato de rabo complicado (infantil), Companhia das Letrinhas, São Paulo, 2005;
- Mig, o descobridor (infantil), Editora Record, Rio de Janeiro, 2006;
- Tomie, cerejeiras na noite (infanto-juvenil), Companhia das Letrinhas, São Paulo, 2006;
- Lig e a casa que ri (infantil), Companhia das Letras, 2009;
- Yuxin, alma (romance), Companhia das Letras, São Paulo, 2009;
- Carta do tesouro (infantil e adulto), Armazém da Cultura, Fortaleza, 2010;
- Mig, o sentimental (infantil), Record, Rio, 2010;
- Carta da vovó e do vovô (infantil e adulto), Armazém da Cultura, Fortaleza, 2012;
- O peso da luz, Einstein no Ceará (novela), Armazém da Cultura, Fortaleza, 2013;
- Como nasceu o Ceará? (infantil) Edições Demócrito Rocha, Fortaleza, 2014;
- Semíramis (romance), Companhia das Letras, São Paulo, 2014;
- Musa Praguejadora, A vida de Gregório de Matos (biografia), Record, 2014;
- Menina Japinim (infantil), Companhia das Letrinhas, 2014;
- Xica da Silva, A Cinderela Negra (biografia) Record, 2017.

## Trabalhos como atriz
| Ano  | Título                                  | Personagem          |
| ---- | --------------------------------------- | ------------------- |
| 1981 | A Rainha do Rádio                       | Élida               |
| 1979 | O Princípio do Prazer                   | Ana Menezes         |
| 1978 | Crônica de um Industrial                | Anita               |
| 1978 | Amor Bandido                            | —                   |
| 1977 | Na Ponta da Faca                        | Estela              |
| 1976 | Padre Cícero                            | Maria de Araújo     |
| 1976 | Ovelha Negra, Uma Despedida de Solteiro | Rita                |
| 1976 | Un animal doué de déraison              | Ana Maria           |
| 1975 | A Lenda de Ubirajara                    | Jandira             |
| 1973 | Quem é Beta?                            | Mulher da sociedade |
| 1973 | O Rei dos Milagres                      | —                   |
| 1972 | Amor, Carnaval e Sonho                  | Isolda              |
| 1972 | Os Devassos                             | Aluna               |
| 1971 | Mãos Vazias                             | Jovem               |
| 1971 | Como Era Gostoso o Meu Francês          | Índia               |
| 1971 | João e a faca                           | Maria               |